# Villaldavín
Villaldavín es una localidad del municipio de  Perales en la provincia de Palencia, en la Comunidad Autónoma de Castilla y León, España. Está a una distancia de 5 km de Perales, la capital municipal, en la comarca de Tierra de Campos.

## Situación

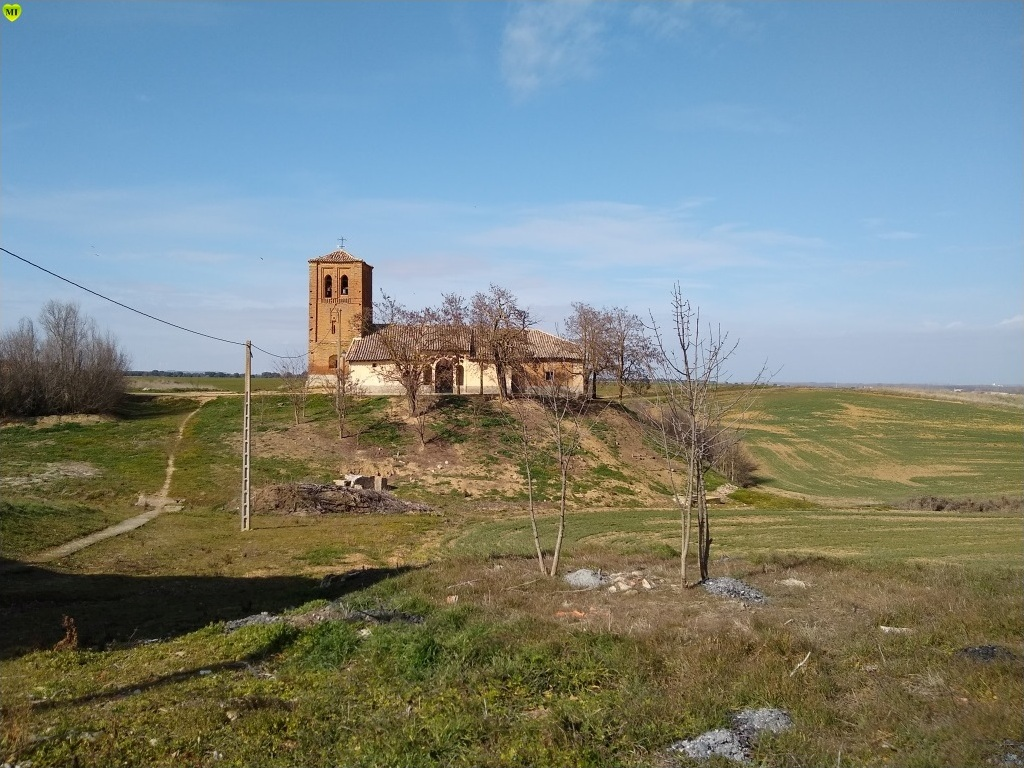
Iglesia de Santa Eulalia

Se encuentra en la parte sur-centro de la provincia de Palencia, en la comarca de la Tierra de Campos.
Confina al N con Villafruela y con la capital del municipio, Perales; al E con Ribas de Campos, si bien no hay carretera directa para llegar a dicha población; al SE con Monzón de Campos, al SO con Becerril de Campos, y al E con Paredes de Nava.

## Demografía
Evolución de la población en el siglo XXI
| Gráfica de evolución demográfica de Villaldavín entre 2000 y 2020  |
|                                                                    |
| Población de derecho (2000-2020) según el padrón municipal del INE |